# Episodi di Shades of Blue (terza stagione)
La terza e ultima stagione della serie televisiva Shades of Blue è stata trasmessa negli Stati Uniti sulla NBC dal 17 giugno al 19 agosto 2018.
In Italia la stagione va in onda dal 21 novembre 2018 al 23 gennaio 2019 su Premium Crime, canale a pagamento della piattaforma Mediaset Premium.
Sei mesi dopo la doppia esperienza di pre-morte, Harlee e Wozniak hanno reazioni radicalmente diverse ai rispettivi traumi. Harlee tenta di ricominciare da capo e respinge le scorciatoie, le tentazioni e gli innesti che la circondano. Ma il suo calvario nel bosco per mano di Stahl la attanaglia ancora, ed è ossessionata dalle visioni dell'agente canaglia dell'FBI. Nel frattempo, Wozniak si imbarca in una ricerca di vendetta, spinto a rivendicare sia la sua posizione che il dominio della piccola corruzione e di una polizia efficace. A questo crocevia esistenziale, l'equipaggio risponde a un massacro di mezzanotte che dimostra di avere radici profonde all'interno della divisione di intelligence intoccabile e corrotta del NYPD, guidata dal capitano Ramsey. Il miglior luogotenente di Ramsey, Cole, fa amicizia con Harlee e gli improbabili alleati trovano un terreno comune nell'aver giurato una volta un'assoluta fedeltà ai rispettivi mentori che ora è in contrasto con i loro impulsi a forgiare i propri percorsi morali. Wozniak e l'equipaggio camminano sul filo del rasoio tra giustizia e schermatura di una forza malevola all'interno del NYPD, attirando Harlee verso il crogiolo della sua vita.
| n° | Titolo originale           | Titolo italiano       | Prima TV USA   | Prima TV Italia  |
| -- | -------------------------- | --------------------- | -------------- | ---------------- |
| 1  | Good Police                | Poliziotti buoni      | 17 giugno 2018 | 21 novembre 2018 |
| 2  | The Hollow Crown           | La vacuità del potere | 24 giugno 2018 | 28 novembre 2018 |
| 3  | That Way Madness Lies      | Ossessione e follia   | 1º luglio 2018 | 5 dicembre 2018  |
| 4  | A Walking Shadow           | Un'ombra che cammina  | 8 luglio 2018  | 12 dicembre 2018 |
| 5  | The Blue Wall              | Il muro dell'omertà   | 15 luglio 2018 | 19 dicembre 2018 |
| 6  | The Reckoning              | La resa dei conti     | 22 luglio 2018 | 26 dicembre 2018 |
| 7  | Straight Through The Heart | Dritto al cuore       | 29 luglio 2018 | 2 gennaio 2019   |
| 8  | Cry Havoc                  | Nessun prigioniero    | 5 agosto 2018  | 9 gennaio 2019   |
| 9  | Goodnight, Sweet Prince    | La fine e l'inizio    | 12 agosto 2018 | 16 gennaio 2019  |
| 10 | By Virtue Fall             | La caduta             | 19 agosto 2018 | 23 gennaio 2019  |